# Прірва (пісня The Hardkiss)
Прірва — пісня українського музичного гурту  «The Hardkiss» з альбому Stones and Honey, що вперше з'явилася 9 жовтня 2014. Автор слів і вокалу Юлія Саніна.

## Пісня

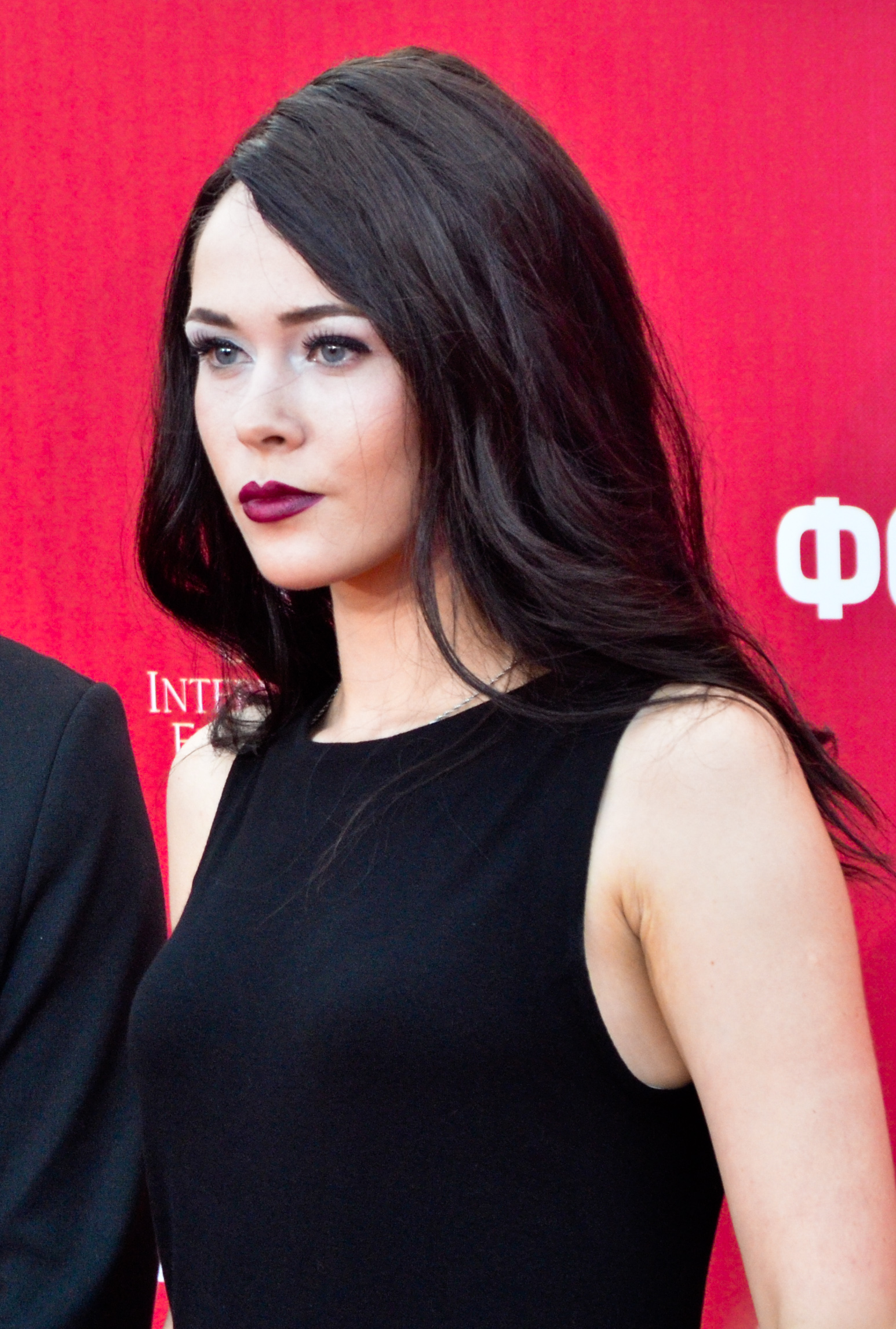
Юлія Саніна

Це перша україномовна пісня  The Hardkiss. Вона отримала велику кількість позитивних відгуків від шанувальників гурту .
Композиція була написана взимку 2014, під впливом революційних подій в центрі Києва. 
|                         | Пісня була написана взимку - під враженням від того, що в Києві гинули і пропадали люди, під враженням від того, що люди перестали чути і розуміти один одного. Я назавжди запам'ятаю фразу з дитинства "Люди живуть стільки, скільки їх пам'ятають". Вона й надихнула на головний рядок в пісні: "Запам'ятай мене, я Вічно житиму під скронями твоїми". Війна і біль - це прірва |
| — зазначила Юлія Саніна | |

Входить до ТОП-50 найпопулярніших україномовних пісень на YouTube, станом на лютий 2022 перебуває там на 3-му місці.

## Відео
Офіційного відео немає. Пісня викладена на YouTube у форматі "без відео". Натомість існує два неофіційних кліпа  .